# チャールズ・テイト (映画監督)
チャールズ・テイト（Charles Tait、1868年11月15日 - 1933年6月27日）は、オーストラリアの映画監督。

## 作品
- The Story of the Kelly Gang